# Иустин (Мальцев)
Епископ Иустин (в миру Иван Николаевич Мальцев; 1891, село Глубокое, Каргопольский уезд, Олонецкая губерния — 4 апреля 1950, Казань) — епископ Русской православной церкви, епископ Казанский и Чистопольский.

## Биография
Родился в 1891 году в семье диакона.
Поскольку его родное село было расположено значительно ближе к Вологде, чем к Архангельску, Иван поступил в Вологодское духовное училище, по окончании которой перешёл в Вологодскую духовную семинарию. Окончил семинарию в 1911 году по первому разряду. Епископ Никон (Рождественский) наградил его книгой с надписью: «За доброе настроение при отличных успехах». После этого продолжил обучение в Казанской духовной академии, которую окончил в 1915 году со степенью кандидата богословия.
28 ноября 1915 года рукоположен в сан иерея, и до 1918 года был настоятелем Покровской церкви при Первой женской гимназии и законоучителем той же гимназии в Вологде, а также Третьей женской гимназии в Вологде и Вологодского учительского института.
После закрытия в начале 1918 года всех церквей в учебных заведениях он служил в Вологодском кафедральном соборе.
В 1921 году стал преподавателем Вологодских пастырских курсов. В 1922 году правящий Вологодский епископ Александр (Надежин) объявил себя обновленцем; в обновленческое движение был вовлечен и о. Иоанн.
После закрытия курсов в 1924 году переведён протоиереем и настоятелем кафедрального Воскресенского собора в городе Череповце, фактически он до 1931 года управлял Череповецкой обновленческой епархией.
В 1931 году был переведён в собор города Кинешмы Ивановской области, где прослужил до его закрытия в 1936 году.
В 1942 году овдовел, переехал в Вологду к матери и двум сёстрам.
В 1943 году принят в Русскую Православную Церковь в сане протоиерея и 1 октября 1944 года назначен настоятелем единственной действующей в Вологде Богородице-Рождественской церкви на Богородском кладбище (службы велись в нижнем храме, тогда как верхний, значительно более просторный, был занят архивом НКВД). Местная община обратилась к Святейшему Патриарху Сергию (сконч. 15 мая 1944) с просьбой о поставлении его епископом; в октябре 1944 года повторила просьбу на имя местоблюстителя Патриаршего престола митрополита Алексия.
В конце 1944 года он был вызван в Ленинград, где тогда находился Патриарший местоблюститель митрополит Алексий (Симанский). 5 января 1945 года в Никольском Соборе Ленинграда Архиепископом Псковским и Порховским Григорием (Чуковым) был пострижен в монашество с наречением имени Иустин. 6 января того же года в Никольском Соборе Ленинграда было совершено наречён во епископа Вологодского и Череповецкого. Чин наречения совершали: Патриарший Местоблюститель митрополит Ленинградский и Новгородский Алексий (Симанский) и архиепископ Псковский и Порховский Григорий (Чуков). 8 января 1945 года в Спасо-Преображенском соборе в Ленинграде тем же архиереями рукоположен во епископа Вологодского и Череповецкого.
Деятельность епископа Иустина была направлена на открытие храмов, подготовку кадров и хиротонии духовенства, также на патриотическую деятельность: сборы пожертвований в пользу раненых бойцов Красной Армии, детей-сирот, подпись и покупка облигаций займа для восстановления разрушенного войной хозяйства страны. Несмотря на старания епископа Иустина, открытие церквей в Вологодской епархии шло медленно. При его вступлении на кафедру (январь 1945) в Вологодской области функционировало всего 4 прихода. На 1 апреля 1947 года действующими числились 13 церквей, на 1 января 1948 года — 15, на 1 апреля 1949 года — 19. При этом разрешения на открытия двух церквей, в селах Анхимово Вытегорского района и Спас-Лом Мяксинского района, в 1949 году были аннулированы, а назначенные к ним священники сняты с регистрации. Для внушительной территории епархии такое число действующих храмов было незначительным.
15 августа 1949 года назначен епископом Псковским и Порховским, без предоставления ему должности настоятеля Псково-Печерского монастыря, настоятелем которого остался епископ Владимир (Кобец). Для псковского духовенства назначение в Псков самостоятельного епископа оказалось полной неожиданностью: с мая 1944 года епархия управлялась архиепископом (с сентября 1945 года — митрополит) Григорием (Чуковым) из Ленинграда. К приезду епископа Иустина в Псков в середине сентября 1949 года ему не смогли подыскать в городе жилье. 26 сентября епископ писал митрополиту Григорию : «Мне кажется, я оказался здесь … не на своем месте. Я человек книжный … /…/ я охотно пошел бы заштат, предполагая устроиться скромным преподавателем в Московской духовной академии … Такое устройство более соответствовало бы моим способностям».
21 октября 1949 года назначен епископом Казанским и Чистопольским.
В Казань приехал уже больным и поселился в здании епархиального управления на улице Лесгафта, дом 40. По воспоминаниям старожилов, он отслужил лишь три Литургии и слёг. Последние дни пред кончиной ежедневно приобщался Святых Христовых Таин.
Скончался 4 апреля 1950 года. Его отпевание в церкви свв. Феодора, Давида и Константина на Арском кладбище в Казани возглавил архиепископ Горьковский и Арзамасский Корнилий (Попов), которому было поручено и временное управление Казанской епархией. Погребён с левой стороны главного алтаря кладбищенской церкви.